# Irish American Football League 1986
La Irish American Football League 1986 è stata la 1ª edizione del campionato di football americano di primo livello, organizzato dalla AFAI.
Sono noti pochi risultati.
gli incontri fra le squadre nordirlandesi hanno determinato il "campione dell'Irlanda del Nord" (NIAFA)

## Squadre partecipanti
| Club                  | Città         | Stadio | Sponsor ufficiale | Risultato nella stagione 2004 |
| --------------------- | ------------- | ------ | ----------------- | ----------------------------- |
| Belfast Blitzers      | Belfast       |        |                   |                               |
| Carrickfergus Cougars | Carrickfergus |        |                   |                               |
| Coleraine Chieftains  | Coleraine     |        |                   |                               |
| Craigavon Cowboys     | Portadown     |        |                   |                               |
| Dublin Celts          | Dublino       |        |                   |                               |

## Preseason
| 10 maggio 1986 | Dublin Celts | 46 – 7 | Belfast Blitzers |  |

## Stagione regolare

### Calendario
| 1º giugno 1986, ore 12:00 | Coleraine Chieftains | ? – ? | Belfast Blitzers |  |

| 22 giugno 1986 | Belfast Blitzers | 24 – 20 | Dublin Celts |  |

| 9 agosto 1986 | Carrickfergus Cougars | 6 – 55 | Belfast Blitzers |  |

| 1º settembre 1986 | Craigavon Cowboys | 20 – 0 | Belfast Blitzers |  |

| 27 settembre 1986 | Coleraine Chieftains | 0 – 33 | Craigavon Cowboys |  |

### Classifiche
Le classifiche della regular season sono le seguenti.
- PCT = percentuale di vittorie, G = partite giocate, V = partite vinte,  P = partite perse, PF = punti fatti, PS = punti subiti

#### Classifica generale
| Pos. | Squadra               | PCT   | G | V | N | P | PF  | PS |
| ---- | --------------------- | ----- | - | - | - | - | --- | -- |
| 1    | Belfast Blitzers      | 1.000 | 4 | 4 | 0 | 0 | 119 | 26 |
| 2    | Craigavon Cowboys     | .500  | 2 | 1 | 0 | 1 | 33  | 40 |
| 3    | Dublin Celts          | .000  | 1 | 0 | 0 | 1 | 20  | 24 |
| 4    | Coleraine Chieftains  | .000  | 2 | 0 | 0 | 2 | 0   | 33 |
| 5    | Carrickfergus Cougars | .000  | 1 | 0 | 0 | 1 | 6   | 55 |

#### Classifica NIAFA
| Pos. | Squadra               | PCT   | G | V | N | P | PF | PS |
| ---- | --------------------- | ----- | - | - | - | - | -- | -- |
| 1    | Belfast Blitzers      | 1.000 | 3 | 3 | 0 | 0 | 95 | 6  |
| 2    | Craigavon Cowboys     | .500  | 2 | 1 | 0 | 1 | 33 | 40 |
| 3    | Coleraine Chieftains  | .000  | 2 | 0 | 0 | 2 | 0  | 33 |
| 4    | Carrickfergus Cougars | .000  | 1 | 0 | 0 | 1 | 6  | 55 |

## Finali

### I All Ireland Final
| 16 agosto 1986 | Belfast Blitzers | 7 – 0 | Dublin Celts |  |

### I Shamrock Bowl
| 5 ottobre 1986 | Dublin Celts | 2 – 6 | Craigavon Cowboys |  |

## Verdetti
- Craigavon Cowboys Campioni dell'Irlanda 1986